# Kari Elisabeth Børresen
(Kari Elisabeth Børresen, Femminismo religioso. Una sfida alla teologia cattolica, in "Teologhe in quale Europa?" (a cura di Sandra Mazzolini e Marinella Perroni). Cantalupa (Torino), Effatà Editrice, 2008, p. 45)
Kari Elisabeth Børresen (Oslo, 16 ottobre 1932 – Oslo, 5 aprile 2016) è stata una teologa norvegese femminista di fede cattolica, professore emerito alla facoltà di teologia dell'Università di Oslo.

## Biografia
Dopo la laurea in filosofia presso l’Università di Oslo vi conseguì anche il dottorato con lo studio sulla "Subordinazione ed equivalenza. Natura e ruolo della donna in Agostino e Tommaso d’Aquino", Kari Elisabeth Børresen ha studiato con Henri-Irénée Marrou all'Università della Sorbona, con Pierre Hadot alla École Pratique des Hautes Études e con Jean Daniélou, all'Institut catholique di Parigi.
Dopo aver insegnato in Danimarca, Svezia, Svizzera, nel triennio 1977-1979 Kari Elisabeth Børresen è stata Visiting Professor presso la Pontificia Università Gregoriana, poi alla "The Divinity School" della Harvard University.
Nel 1992 ha conseguito il titolo di  "Dottore honoris causa" in Teologia all'Università di Upsala e, nel 2011, presso l'Università d'Islanda.
Nel 1993 ha introdotto la nozione di matristica  per individuare le teologhe dei secoli XII‐XV che hanno trasformato la dottrina del cristianesimo classico.

## Opere
- Kari Elisabeth Børresen, Subordination et Equivalence. Nature et rôle de la femme d’après Augustin et Thomas d’Aquin, Oslo‐Paris 1968 (tradotto in più lingue e riedito con il titolo Subordination and Equivalence. A Reprint of a Pioneering Classic, Kampen 1995).
- Kari Elisabeth Børresen, Antropologie médiévale et théologie mariale, Oslo 1971.
- Kari Elisabeth Børresen, Le Madri della Chiesa. Il Medioevo, Napoli 1993.
- Kari Elisabeth Børresen, From Patristics to Matristics, Roma 2002.
- Kari Elisabeth Børresen, Christian and Islamic Gender Models, Roma 2004.
- Kari Elisabeth Børresen,  curatela ai volumi de La Bibbia delle Donne, relativi all’età dei Padri (con E. Prinzivalli) e al Medioevo (con A. Valerio).